# Tryggestad
Tryggestad är en ort i Borgholms kommun i Kalmar län. Tryggestad ligger i Räpplinge socken 3 km söder om Borgholm och 2 km norr om Räpplinge.
År 1990 definierade SCB Tryggestad som en småort med 9 hektar och 51 invånare.